# Rock Springs, Wyoming
För andra betydelser, se Rock Springs.
Rock Springs är en stad i sydvästra delen av delstaten Wyoming i USA och den största staden i Sweetwater County. Staden hade 23 036 invånare vid 2010 års folkräkning, vilket gör den till den 5:e största staden i Wyoming.

## Geografi
Staden ligger på omkring 2 000 meters höjd. I anslutning till staden ligger även förorterna Clearview Acres, North Rock Springs och Reliance, som administreras direkt av countyt.

## Historia
Staden växte fram som en gruvstad för kolbrytning för järnvägsbolaget Union Pacific, vid den transamerikanska järnvägen. Här skedde Rock Springs-massakern 2 september 1885, ett av de värsta rasupploppen i amerikansk historia, där 28 kinesiska arbetare dödades av vita gruvarbetare under en konflikt rörande järnvägens anställande av kinesiska arbetare och anklagelser om lönedumpning. Samtliga 16 arresterade medlemmar av lynchmobben friades och de lokala tidningarna tog huvudsakligen ställning för de vita gruvarbetarna. Händelsen uppmärksammades dock i nationella och internationella tidningar, bland annat New York Times, och ledde till att den federala regeringen betalade ut kompensation till Kina för den egendom som förstörts i samband med upploppen.

## Kommunikationer
Orten har en station på Union Pacifics ursprungliga transkontinentala järnvägslinje, som idag endast används för godstrafik.
Lokalbussar finns i riktning mot Green River och Reliance.
Genom Rock Springs går den öst-västliga kust-till-kust-motorvägen Interstate 80 samt den gamla öst-västliga U.S. Route 30, som här möter den nord-sydliga U.S. Route 191.
Stadens flygplats, Rock Springs-Sweetwater County Airport (IATA-kod: RKS), ligger omkring 10 kilometer öster om staden. Flygplatsen trafikeras av United Express med en reguljär linje till Denver.

## Personer från Rock Springs
- Adam Archuleta, amerikansk fotbollsspelare.
- Edward D. Crippa (1899 - 1960), republikansk senator.
- Paul Gosar, republikansk kongressledamot.
- Teno Roncalio, demokratisk kongressledamot.